# Gau Baden

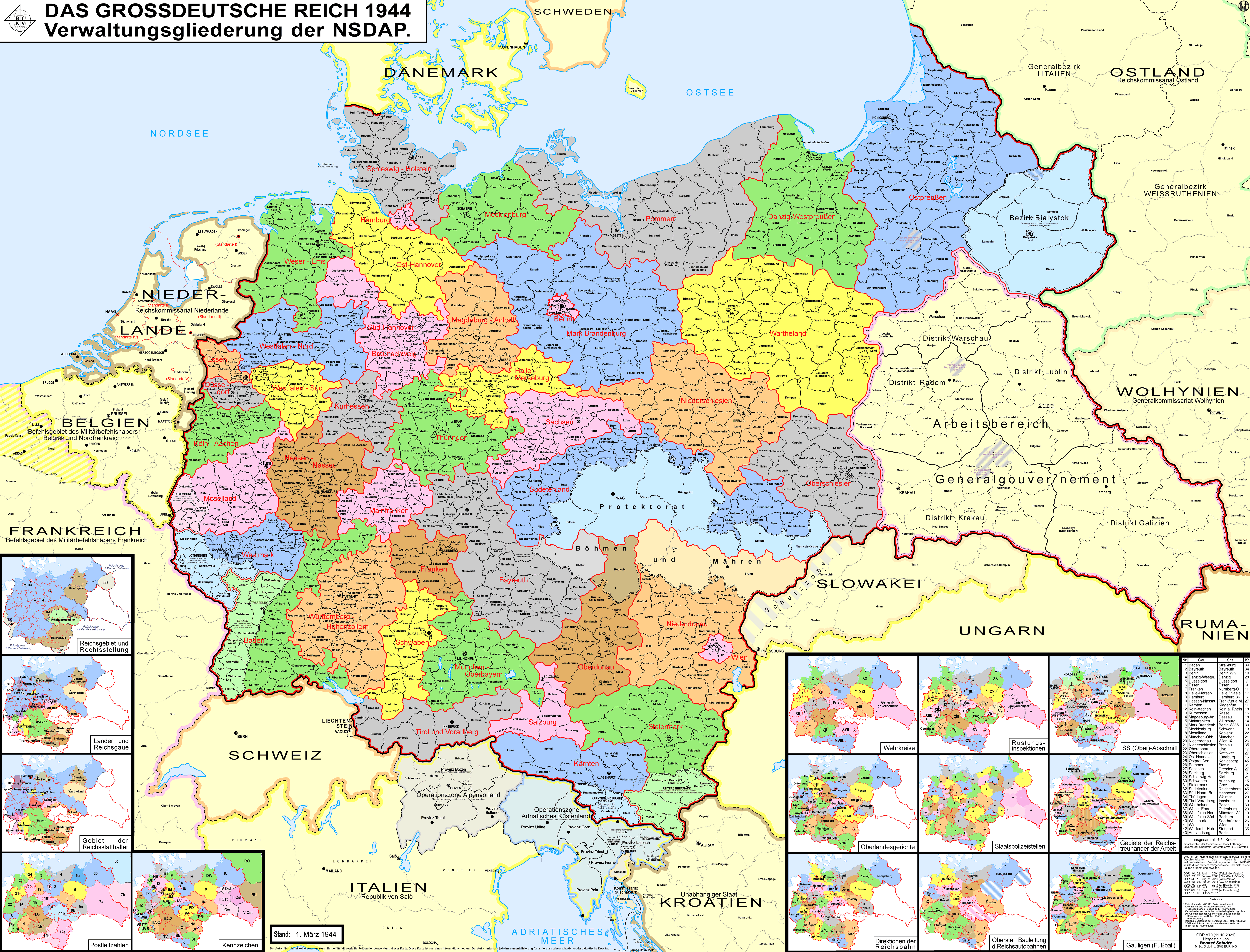
Gaue der NSDAP im Deutschen Reich im Jahr 1944

Der Gau Baden war eine Verwaltungseinheit der Nationalsozialistischen Deutschen Arbeiterpartei (NSDAP). Er bestand seit 1925, vom 22. März 1941 bis 1945 trug der Gau den Namen Baden-Elsass. Gelegentlich wird auch der inoffizielle Name Gau Oberrhein benutzt.

## Geschichte und Struktur

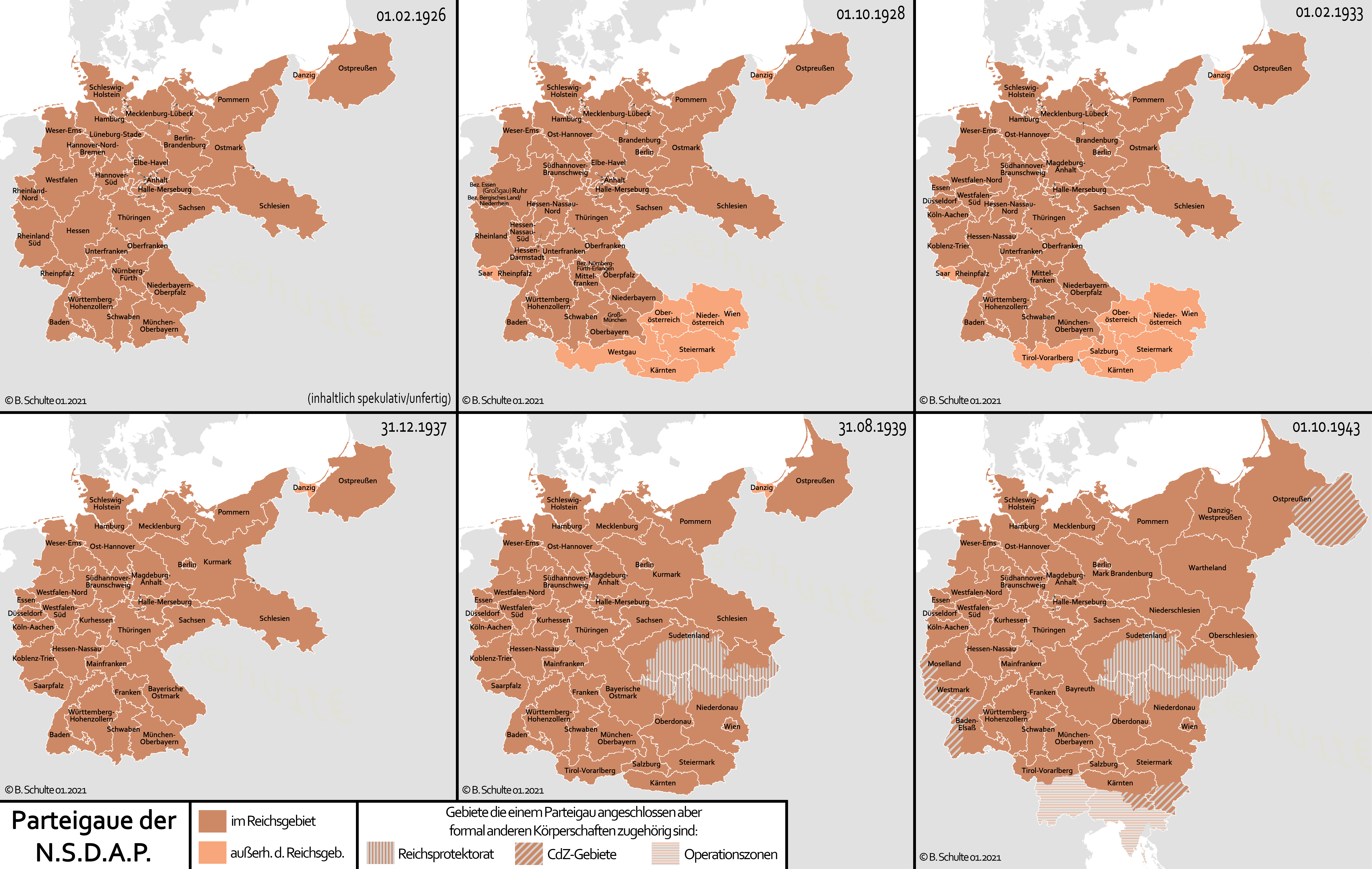
Gaue der NSDAP in den Jahren 1926, 1928, 1933 (obere Reihe), sowie 1937, 1939, 1943 (untere Reihe)

Der Gau bestand seit 1925 nach der Gründung durch den Gauleiter Robert Wagner. Seit 1927 erschien die Gauzeitung Führer unter dem Chefredakteur Franz Moraller, seit 1928 dem späteren Kultusminister Otto Wacker. Seit 1926 amtierte der Gaupropagandaleiter Lenz als Stellvertreter des Gauleiters und zog 1930 für den Reichstagswahlkreis 32 in den Reichstag ein. Der Weinheimer NS-Kreisleiter Köhler folgte ihm als Stellvertreter bis zum Machtgewinn der NSDAP 1933. Seit 1934 hatte der Heidelberger NS-Kreisleiter und Gaustabsleiter Hermann Röhn MdR dieses Amt inne.
Wagner bildete am 11. März 1933 eine kommissarische Regierung und übernahm das Amt des Staatspräsidenten der Republik Baden. Am 5. Mai 1933 wurde er zum Reichsstatthalter ernannt. Walter Köhler wurde am 6. Mai 1933 badischer Ministerpräsident, der vor allem in der Wirtschaftspolitik eigene Macht wahrnehmen konnte. Das Gaugebiet entsprach nicht ganz dem von Baden. Wagner betrieb 1940 die Bildung eines neuen Reichsgaus „Oberrhein“ unter Einschluss des besetzten Elsass, der aber formell nicht zustande kam, wohl aber der Gau Baden-Elsass der NSDAP am 22. März 1941. Die Sinti und Roma aus Baden wurden am 20. Mai 1940 in das Sammellager Hohenasperg bei Stuttgart gebracht, von wo aus sie nach Polen deportiert werden sollten. Nach der Besetzung des Elsass wurde Robert Wagner am 20. Juni 1940 dort Chef der Zivilverwaltung unter dem Hauptziel, das Elsass wieder „deutsch“ zu machen, Köhler übernahm die Wirtschaft und die Finanzen beim CdZ. Die Germanisierungspolitik ließ 45.000 Menschen aus dem Elsass verwiesen bzw. deportiert werden. Am 22. und 23. Oktober 1940 wurden die Juden des Gaus versammelt und in das KZ Gurs in Südfrankreich deportiert. Diese zunächst geheim gehaltene Wagner-Bürckel-Aktion wurde von den Gauleitern Josef Bürckel (Gau Saarpfalz) und Robert Wagner geplant und in Karlsruhe vom SS-Führer Gustav Adolf Scheel durchgeführt. Am 23. November 1941 wurde die Reichsuniversität Straßburg eröffnet, die im NS-Geist wirken sollte. Im Gau bestanden das Sicherungslager Schirmeck-Vorbruck und das KZ Natzweiler-Struthof.
Die Gauleitung hatte ihren Sitz in Karlsruhe, Ritterstraße 28, ab dem 7. August 1940 in Straßburg, Pioniergasse 4. Eine Gauführerschule bestand in Frauenalb. Das Gauamt für Beamte unter Leopold Mauch hatte eigene Gauschulen in Schloss Hornberg (Schwarzwald) und ab 1940 in Karspach. Eine spezielle Bürgermeisterschulung fand in Schöneck-Turmberg und im elsässischen Illkirch-Graffenstaden statt. Gauwirtschaftsberater war der IHK-Präsident Clemens Kentrup, der auch „Staatskommissar für die badische Wirtschaft“ war. Der Handwerkerfunktionär und Wehrwirtschaftsführer Robert Roth diente als Gauinspekteur. Der als Schläger bekannte Fritz Plattner war bis 1938 der Gauobmann der DAF, der Heidelberger Kreisleiter Philipp Dinkel leitete das Gauamt für die NSV. Der Lahrer Kreisleiter Karl Gärtner war der Gauobmann des NS-Lehrerbunds (bekannt für den Ausspruch „Es wird mir keiner Hauptlehrer oder Oberlehrer, der mir nicht ein nationalsozialistisches Dorf zu Füßen legt.“). Als leitender Beamter im Schulbereich sorgte er mit Andreas Hohlfeld für eine regimetreue Lehrerschaft. Der 1933 zum Professor berufene Paul Schmitthenner trat als Gauredner auf und wurde 1940 Kultusminister und Rektor der Universität Heidelberg. Der Karlsruher Kreisleiter Willi Worch wurde Beisitzer beim Volksgerichtshof. Carl Schneider leitete von 1937 bis 1940 das Rassenpolitische Amt im Gau und war als T4-Gutachter in die Euthanasie eingebunden.
Gauleiter:
- Robert Wagner (26. Februar 1925 – Ende April 1945)
- Walter Köhler (Dez. 1932 – März 1933 geschäftsführend, als Wagner zur Reichsleitung abgestellt war)

Stellvertretender Gauleiter:
- Karl Lenz (1926 – August 1931)
- Walter Köhler (August 1931 – Mai 1933)
- Mai 1933 – 1934 offenbar unbesetzt
- Hermann Röhn (1934 – 1945)